# Oberpostdirektion Köslin

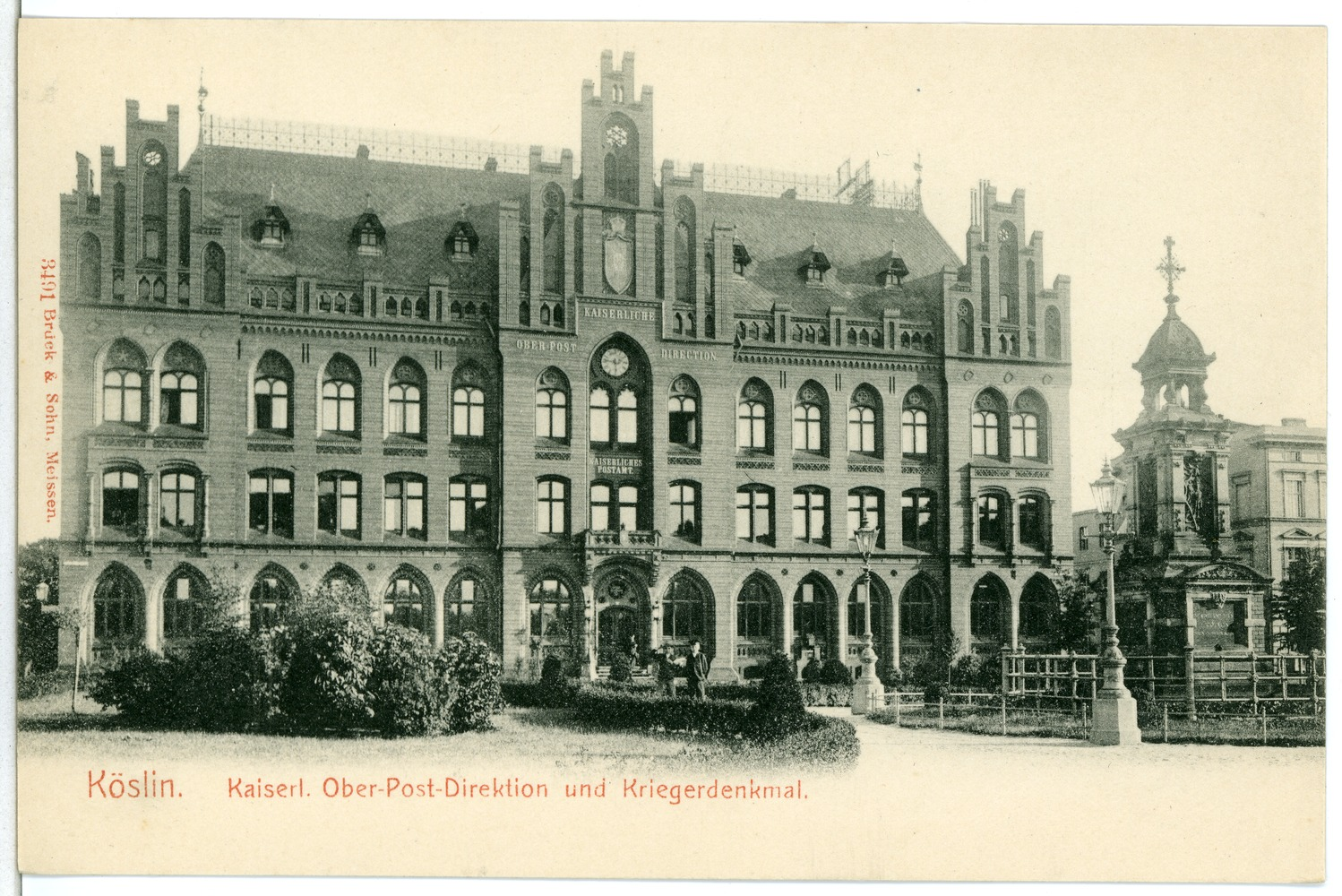
Oberpostdirektion Köslin, 1903

Die Oberpostdirektion Köslin (heute Poczta Główna) wurde 1850 in Köslin eingerichtet als eine Mittelbehörde der Postverwaltung im Regierungsbezirk Köslin. Sie war gleichzeitig Hauptpostamt und ihr unterstanden die Postämter und Fernmeldeämter.
Am 1. Januar 1850 nahm die Oberpostdirektion (OPD) Köslin ihre Arbeit auf. 1871 erhielt sie den Zusatz Kaiserliche, und 1934 wurde sie in Reichspostdirektion (RPD) umbenannt. Nach verschiedenen Provisorien konnte 1884 der imponierende Neubau fertiggestellt werden, den heute noch die polnische Post nutzt. Das Gebäude steht unter Denkmalschutz.

## Geschichte
Im Jahre 1816 wurde die Stadt Cöslin (im 19. Jahrhundert mit C geschrieben) Sitz des Regierungspräsidiums für Hinterpommern. Durch eine Kabinettsorder vom 19. September 1849 wurde in jedem der 26 Regierungsbezirke Preußens eine Oberpostdirektion ins Leben gerufen. Seit dem 1. Januar 1850 ist Köslin auch Sitz einer Oberpostdirektion mit einem ziemlich ausgedehnten Arbeitsgebiet. Diese Postbehörde war früher mit der Regierung des Regierungsbezirks vereinigt gewesen.
1943 wurde die RPD Köslin aufgelöst und in die RPD Stettin integriert.
Bis kurz vor Ende des Zweiten Weltkriegs blieb die Stadt von direkten Kampfhandlungen und Zerstörungen verschont. Anfang März 1945 begannen Flucht und anschließende Vertreibung bzw. Aussiedlung der Kösliner Bevölkerung. Im Mai 1945 kam Köslin unter polnische Verwaltung. Die Stadt Köslin wurde polnisch umbenannt in Koszalin und gehört heute zur Woiwodschaft Westpommern (polnisch Województwo zachodniopomorskie). Das Gebäude steht unter Denkmalschutz und ist im Denkmalregister unter der Nummer 1236 eingetragen.

## Gebäude
An der Wende vom 19. zum 20. Jahrhundert prägten vor allem die großen öffentlichen Bauten das Stadtbild; stilistisch ist hier vor allem Neo-Gotik vertreten.
1884 wurde die Hauptpost mit OPD und auch Telegrafenbauamt in der Unteren Königsstraße und Poststraße (heute ul. Władysława Andersa 22 und Pocztowa) errichtet. Sie ersetzte damit zwei seit 1858 angemietete Gebäude. Im Hof des Postamtes befand sich eine Remise, denn bereits seit 1803 gab es in Köslin eine Pferdepoststation, die bis 1911 in Betrieb war. Im Zuge des steigenden Postbedarfs wurde in den Jahren 1906–1908 der Ostflügel angebaut.

## Oberpostdirektoren
- Friedrich Wilhelm Heinrich Gustav Tybusch (* 6. Oktober 1833 in Danzig; † 27. Februar 1897 in Stettin, Werder, Havel) 1878–1881 OPR im Generalpostamt Berlin, 1881–1886 Oberpostdirektion Posen, 1886–1895 Oberpostdirektion Minden, 1895–1897 Oberpostdirektion Köslin, 1897 Oberpostdirektion Stettin
- Theodor Ernst Jonathan Kempte (* 7. März 1843 in Jüterbog; † 1928 in Minden) 1897–1900 OPD Köslin, 1900–1910 OPD Minden, GOPR[2]